# Östergötlands runinskrifter 179
Runstenen Ög 179 är placerad strax öster om Vadstena klosterkyrka i Vadstena, precis där kyrkogårdsmuren skiljer kyrkogården från klosterträdgården. Stenen är rödaktig granit och cirka 193 centimeter hög.
Utifrån drakhuvudet som är sett uppifrån kan runstenen dateras till 1010-1050. På den breda sidan finns rester av vegetativa ornament men inga runor. Runraden är ristad på vänster sida, nedifrån och upp.

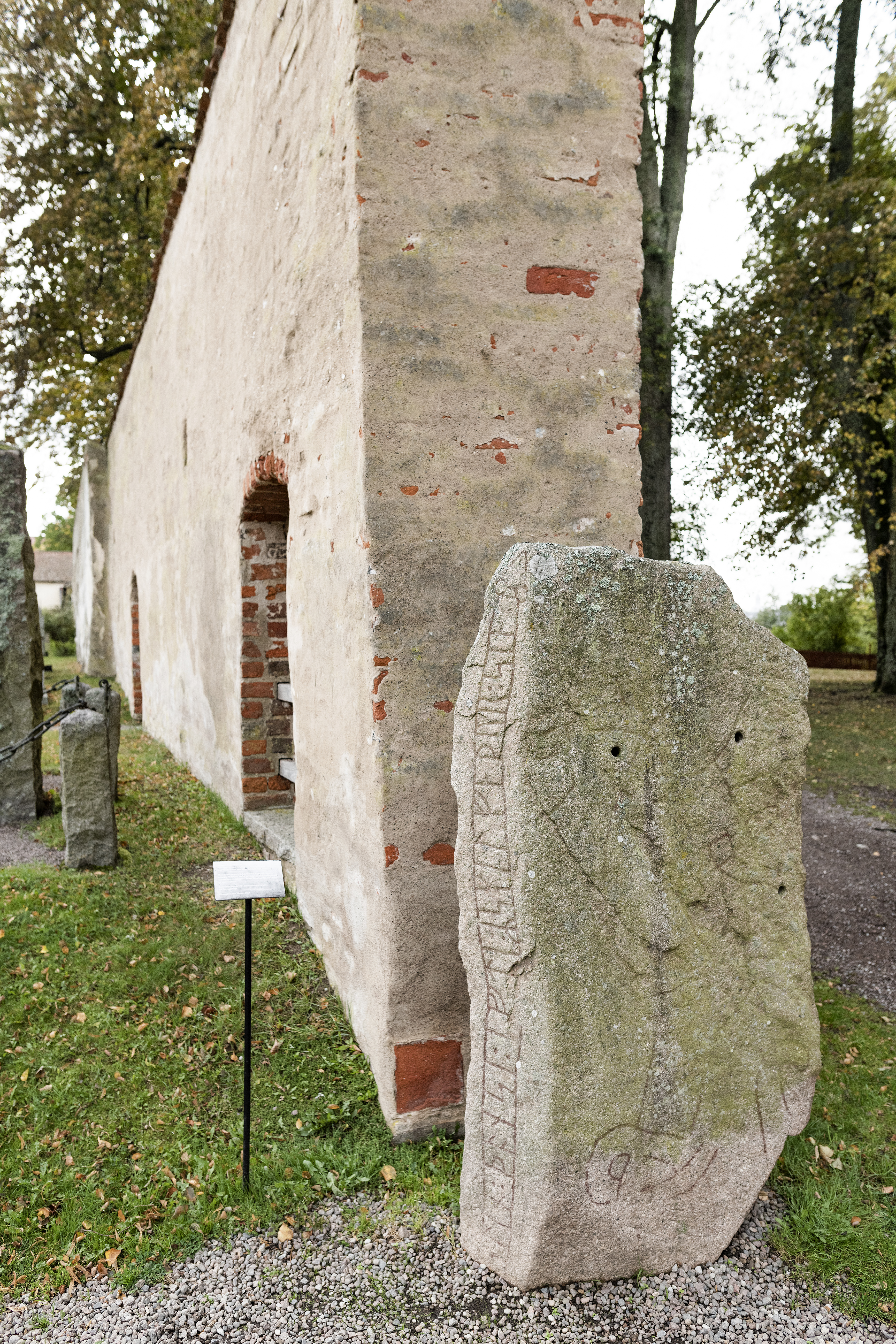
Runstenen år 2020

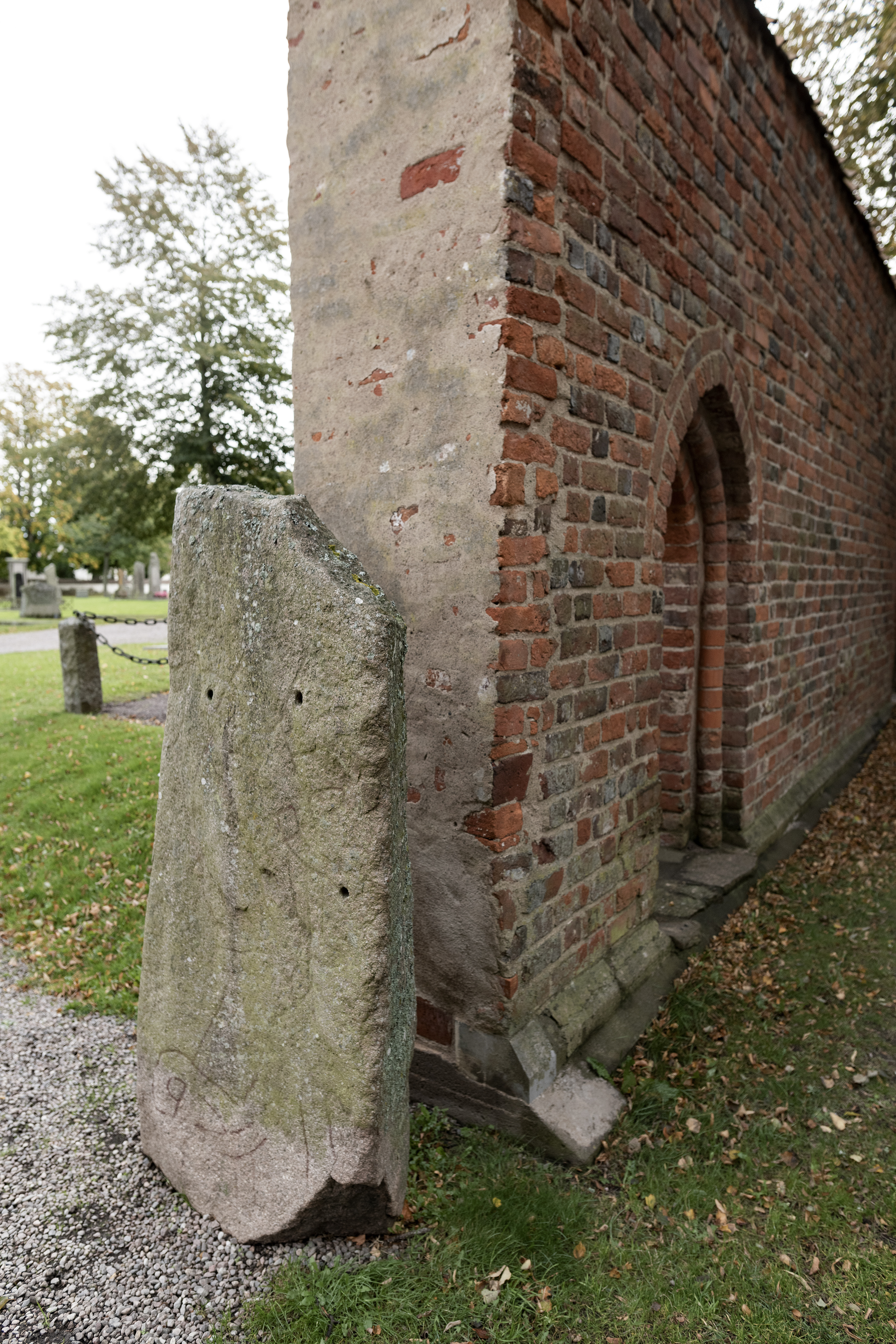
Runstenen år 2020

## Inskriften
Translitterering av runraden:
... ...i : stin : þonsi : ʀfti : ʀskil faþur sin :
Normalisering till runsvenska:
... ... stæin þannsi æftiʀ Æskel, faður sinn.
Översättning till nusvenska:
[N.N. reste] denna sten efter Eskil, sin fader.
Notera att ristaren skiftat plats på sista runan i iftir och skiljetecknet mot Eskils namn, samt utelämnat dess första vokal.

## Stenens sentida historia
De tidigaste uppgifterna om stenen berättar att den stod placerad nere vid vattenbrynet vid Vättern. Broocman (1760) uppger att den saknade delen låg på Vätterns botten. Den återstående delen flyttades till klosterträdgården men nederdelen var då så nött av vågorna att inget av början av texten återstod. Kring 1820 byggdes runstenen in som dörrpost i en pittoresk eremitgrotta ungefär där den nu står, i samband med att arrendatorn Olof Regnstrand anlade en promenadträdgård för stadens societet med danssalong, lusthus och annat.

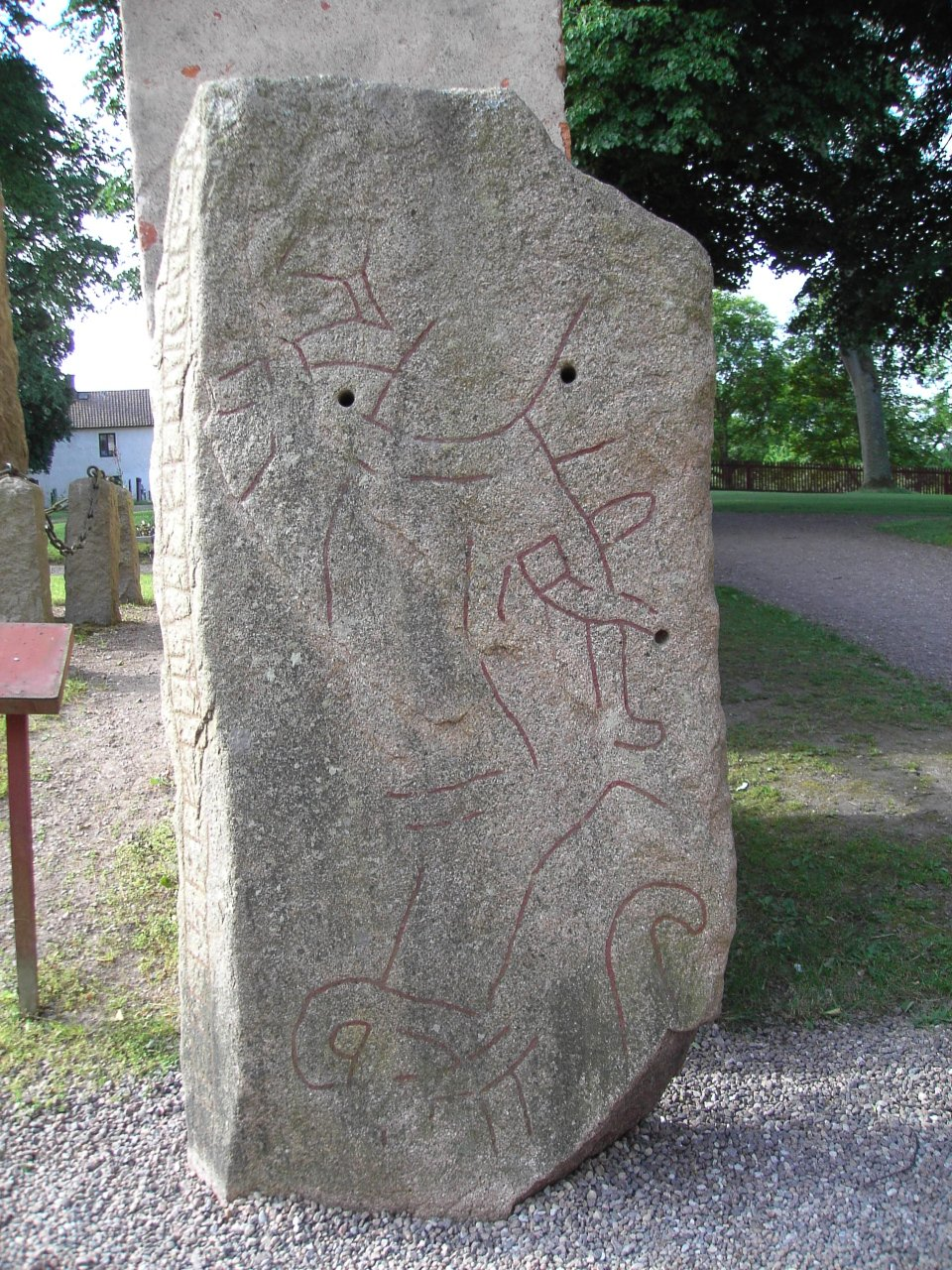
Bredsidan med rester av vegetativ ornamentik